# 100 Hécate
100 Hécate é um asteroide da cintura principal grande. Ele orbita a mesma região do espaço que a família de asteróides Hygiea, embora na verdade é um intruso não relacionado. Hécate foi o centésimo asteroide a ser descoberto, por James Craig Watson (a sua quarta descoberta) a 11 de julho de 1868. Seu nome vem de Hécate, a deusa da feitiçaria na mitologia grega, mas seu nome também comemora o centésimo asteroide, pois hekaton significa "cem" em língua grega.